# Guro Bergsvand
Guro Bergsvand (Oslo, 3 de marzo de 1994) es una futbolista profesional noruega que juega como defensa en el club inglés Women's Super League Brighton & Hove Albion y en la Selección femenina de fútbol de Noruega. Debutó en la selección nacional a los 27 años, y anotó en su primer partido. Después de la temporada 2021 en Toppserien, fue nombrada modelo a seguir del año por los jugadores. El jurado dijo que ella, entre otras cosas, era una inspiración para todos los jugadores jóvenes que enfrentan adversidades, dudan de sí mismos y necesitan evidencia de que lo que puede parecer imposible, en realidad es posible.

## Carrera en el club
Bergsvand comenzó a jugar al fútbol para Heming, antes de cambiarse a Lyn a una edad temprana. Formó parte del equipo que llevó a Lyn de la tercera división a la primera divisjon, y se convirtió en la capitana del equipo. Antes de la temporada 2014, se fue a Stabæk, donde jugó seis partidos durante la primavera en Toppserien, antes de mudarse a los EE. UU. para jugar al fútbol para los California Golden Bears en la University of California, Berkeley. En el verano de 2015, jugó algunos partidos para Lyn en 1.divisjon antes de regresar a EE. UU.
En EE. UU., se desgarró tanto el menisco como uno de los ligamentos cruzados de la rodilla después de torcerse. La primera vez que volvió a jugar, se cayó y se fracturó la rótula. Las lesiones le impidieron jugar el resto de esa temporada en 2015, y la siguiente temporada.
En 2017, tuvo nuevamente una breve estadía en Lyn en la primera división y terminó sus estudios universitarios.
Después de regresar a Noruega, firmó con Stabæk en 2018. Después de solo la mitad de la temporada, uno de los ligamentos en la misma rodilla que se había lesionado anteriormente, se rompió. Logró recuperarse de esta lesión también y jugó los 13 partidos restantes en Toppserien y un partido en la Copa femenina de Noruega para Stabæk. En el verano de 2019, Sandviken quería ficharla, pero ella dijo que no porque no le parecía correcto dejar Stabæk, que en ese momento estaba en el fondo de la liga. Røa, Vålrenga y Kolbotn también estuvieron entre los clubes que querían ficharla.
Después de que quedó claro que Stabæk sería relegado, se hizo oficial que Bergsvand dejó el club y firmó con Sandviken. En 2021 fue parte del equipo que ganó la Toppserien por primera vez en la historia de Sandviken. Después de la temporada, NTB, Norske Fotballkvinner y Sportkollektivet la incluyeron en el equipo de la temporada. Extendió el contrato con Sandviken, que cambió su nombre a Brann, después de la temporada 2021.

### Brighton & Hove Albion
El 5 de enero de 2023, Bergsvand firmó un contrato de dos años y medio con Brighton & Hove Albion.

## Carrera internacional
Ha jugado partidos para el U16, U19, U23 y la selección nacional. Para el equipo U-19, jugó en los tres partidos de grupo del Campeonato Europeo Femenino Sub-19 de la UEFA 2013.
La primera vez que formó parte de la selección nacional fue a los 27 años en septiembre de 2021. Debutó contra Armenia el 16 de septiembre de 2021, y también anotó el primer gol del partido en su debut. En la 2022 Algarve Cup, participó en todos los partidos en los que Noruega estuvo involucrada. También participó en los tres partidos de la ronda preliminar del Eurocopa Femenina 2022, entrando como suplente en dos ocasiones y comenzando en una. Al quedar en tercer lugar en el grupo, las noruegas fueron eliminadas tras los partidos de grupo, al igual que en 2017. Clasificadas el 2 de septiembre de 2022, ella y su equipo derrotaron a Bélgica 1-0 en el partido decisivo para ganar el grupo para la Copa del Mundo en Australia y Nueva Zelanda.
El 19 de junio de 2023, fue incluida en la plantilla noruega de 23 jugadoras para la Copa Mundial Femenina de Fútbol de 2023.
| Equipo nacional                         | Año   | Apps | Goles |
| --------------------------------------- | ----- | ---- | ----- |
| Selección femenina de fútbol de Noruega | 2021  | 6    | 3     |
| Selección femenina de fútbol de Noruega | 2022  | 13   | 1     |
| Selección femenina de fútbol de Noruega | 2023  | 7    | 0     |
| Selección femenina de fútbol de Noruega | 2024  | 5    | 0     |
| Total                                   | Total | 31   | 4     |

## Goles internacionales
| No. | Fecha                    | Lugar                                              | Rival         | Marcador | Resultado | Competición                                                 |
| --- | ------------------------ | -------------------------------------------------- | ------------- | -------- | --------- | ----------------------------------------------------------- |
| 1.  | 16 de septiembre de 2021 | Ullevaal Stadion, Oslo, Noruega                    | Armenia       | 1–0      | 10–0      | Clasificación para la Copa Mundial Femenina de la FIFA 2023 |
| 2.  | 26 de octubre de 2021    | Ullevaal Stadion, Oslo, Noruega                    | Bélgica       | 1–0      | 4–0       | Clasificación para la Copa Mundial Femenina de la FIFA 2023 |
| 3.  | 30 de noviembre de 2021  | Yerevan Football Academy Stadium, Yerevan, Armenia | Armenia       | 8–0      | 10–0      | Clasificación para la Copa Mundial Femenina de la FIFA 2023 |
| 4.  | 25 de junio de 2022      | Ullevaal Stadion, Oslo, Noruega                    | Nueva Zelanda | 2–0      | 2–0       | Partido amistoso                                            |

## Honores
Sandviken
- Toppserien 2021

Individual
- Jugadora modelo a seguir del año, Toppserien 2021

## Vida personal
Guro Bergsvand es hija del exfutbolista Jo Bergsvand.
Tiene un título en estudios de medios de la University of California, Berkeley. Además de ser futbolista, también trabaja como consultora de marketing. Ella dice que necesita hacer algo más aparte de jugar al fútbol, de lo contrario se aburriría.